# Поліна Недялкова
Поліна Антонова (Антонівна) Недялкова (болг. Полина Антонова Недялкова, 8 грудня 1914, Софія, Болгарія — 5 січня 2001, Софія, Болгарія) — офіцер РСЧА і перша жінка-генерал в історії Болгарії, генерал-майор Болгарської Народної армії, Герой Соціалістичної Праці НРБ.

## Біографія
Народилася 8 грудня 1914 року в Софії, виросла в родині комуністів (батько Антон Недялков був членом Болгарської робочої соціал-демократичної партії тісних соціалістів з 1910 року, мати — з 1914 року). У дитинстві брала участь в суспільно-політичних заходах — разом з іншими дітьми брала участь в поширенні газети «Роботничий вісник», збирала пожертви на допомогу голодуючим Поволжя і будівництво Партійного будинку.
Незадовго до початку Вересневого повстання 1923 року її батько був арештований, в 1924 році його засудили до смертної кари і за рішенням керівництва партії він був змушений нелегально емігрувати до Туреччини. У 1925 році в Туреччину виїхали її мати і брат, звідки сім'я переїхала в Москву.
У 1926 році, після закінчення восьмирічної школи, через Туреччину в СРСР виїхала і Недялкова.
В СРСР її батько працював у болгарській секції Комінтерну, мати працювала в бібліотеці ім. Леніна, Поліна вчилася в московській школі, там же її прийняли в піонери.
Ще неповнолітньою вона освоїла радіосправу і навчилася водити автомобіль. В результаті, дитяча мрія стати хіміком змінилася захопленням автомобільною технікою і в 1932 році вона звернулася в ЦК ВЛКСМ з проханням зарахувати в Московську військову академію механізації і моторизації РСЧА. ЇЇ прохання викликало здивування, але її підтримав керівник болгарської секції Комінтерну Васил Коларов, після співбесіди висловив думку: «І такі інженери будуть потрібні Болгарії, якщо не для танків, то для тракторів».
В результаті, вона увійшла в число трьох болгар — слухачів академії (іншими були Христо Боєв та Борис Генчев).
У 1936 році вона закінчила академію з відзнакою і звернулася в болгарську секцію Комінтерну з проханням направити добровольцем для участі у війні в Іспанії. Після отримання відмови, звернулася повторно, її заяву особисто розглянув Георгій Димитров і дозвіл було отримано.
У грудні 1936 року вона виїхала до Іспанії під ім'ям «Поліна Володіна», дорога з Москви через Прагу і Париж в Барселону зайняла 27 днів, з Барселони її направили до Валенсії, де перебувала група болгарських антифашистів.
У Центральному Комітеті Комуністичної партії Іспанії до її кваліфікації спочатку поставилися з недовірою (як згадувала сама Недялкова, «для іспанських товаришів жінка в танку здавалася чимось неймовірним») і деякий час вона залишалася в розпорядженні командування, не отримавши направлення у війська. Після зустрічі з випускниками академії Миколою Алімовим і Олексієм Шабохін була направлена в штаб танкової бригади Д. Г. Павлова і включена на посаду інженера з ремонту бронетанкової техніки бригади з підпорядкованням заступнику командира бригади з озброєння Петру Глухову.
Вона почала роботу з розгортання ремонтної бази бригади в місті Алькала-де-Енарес в 30 км від Мадрида, крім технічного обслуговування і ремонту вона займалася евакуацією пошкоджених бронемашин з місць бойових дій (для цих цілей були створені спеціальні ремонтні групи — «нічні мисливці»).
Відзначилася під час битви під Гвадалахарою, коли разом з групою іспанських військовослужбовців і техніків під вогнем франкістів успішно евакуювала з нейтральної смуги в розташування республіканських військ вісім підбитих легких танків італійського експедиційного корпусу.
В кінці 1937 року повернулася в Москву, де була присвоєно звання військінженера 3 рангу, нагороджена орденом Бойового Червоного Прапора і продовжила службу в автобронетанковому управлінні наркомату оборони СРСР.
Як військпреда відвідувала заводи з виробництва бронетанкової техніки та брала участь у випробуваннях легкого плаваючого танка Т-40, в ході яких перші десять побудованих Т-40 пройшли за маршрутом Москва — Брянськ — Київ — Мінськ протяжністю понад три тисячі кілометрів з форсуванням річки Дніпро і виконанням стрибка з трампліна в Князь-озеро (один з танків мав жіночий екіпаж, до складу якого увійшли механік-водій Людмила Старшинова, Соня Скринникова і Поліна Недялкова).
У ніч на 21 червня 1941 року Недялкова перебувала на чергуванні в приміщенні наркомату оборони СРСР і про початок війни дізналася в числі перших. За розпорядженням начальника Головного управління ППО СРСР комкора Н. Н. Воронова (прибулого на місце служби після того, як з різних ділянок кордону прикордонні пости ВНОС почали повідомляти про шум переміщуваних до кордону великих колон техніки), на той момент часу колишнього старшим за званням серед тих, що знаходилися в будівлі працівників наркомату, вона розкрила мобілізаційний пакет і почала діяти згідно з вказівками документа ще до отримання наказу про мобілізацію, що дозволило прискорити оповіщення вищого військового керівництва і перехід наркомату в режим воєнного часу.
Після початку поставок техніки за програмою «ленд-лізу» Недялкова в складі групи володіючих англійською мовою технічних фахівців була спрямована на вивчення поступаючої техніки англійського та американського виробництва та в кінці 1941 — початку 1942 року брала участь в перекладі на російську мову комплекту технічних документів по експлуатації англійського танка Mk.III «Валентайн» і американського середнього танка М-3 Lee.
У 1943 році працювала на московському заводі «Динамо» (в той час ремонтував танки Т-34), в 1944 році займалася організацією ремонту техніки у військах 2-го Українського фронту.
8 травня 1945 року було відряджено на один із заводів Будапешта, де було освоєно виробництво запасних частин для РККА і тут зустріла закінчення війни.
Надалі, вилетіла в Москву і подала заяву про повернення до Болгарії. У Москві вона зустрілася з Георгієм Дімітровим, який рекомендував їй продовжити службу в створюваній Болгарській Народній армії, яка в той час зазнавала дефіцит інженерно-технічних фахівців і не мала значного досвіду в експлуатації техніки радянського виробництва, що почала надходити на озброєння.
Після повернення до Болгарії, інженер-полковник Недялкова була призначена на посаду заступника автотракторного управління міністерства народної оборони Болгарії, в подальшому стала начальником цього управління.
У 1967 році стала організатором видання і головним редактором військово-технічного журналу «Військова техніка».
Після отримання звання генерал-майора в 1974 році стала першою жінкою-генералом в історії Болгарії.
Померла в січні 2001 року.

## Сім'я
Чоловік і дочка Цвєтана.

## Державні нагороди
- орден Бойового Червоного Прапора (СРСР)
- орден Червоної Зірки (СРСР)
- орден Дружби народів (СРСР)
- Герой Соціалістичної Праці НРБ
- орден Георгія Димитрова